# Stockbåt

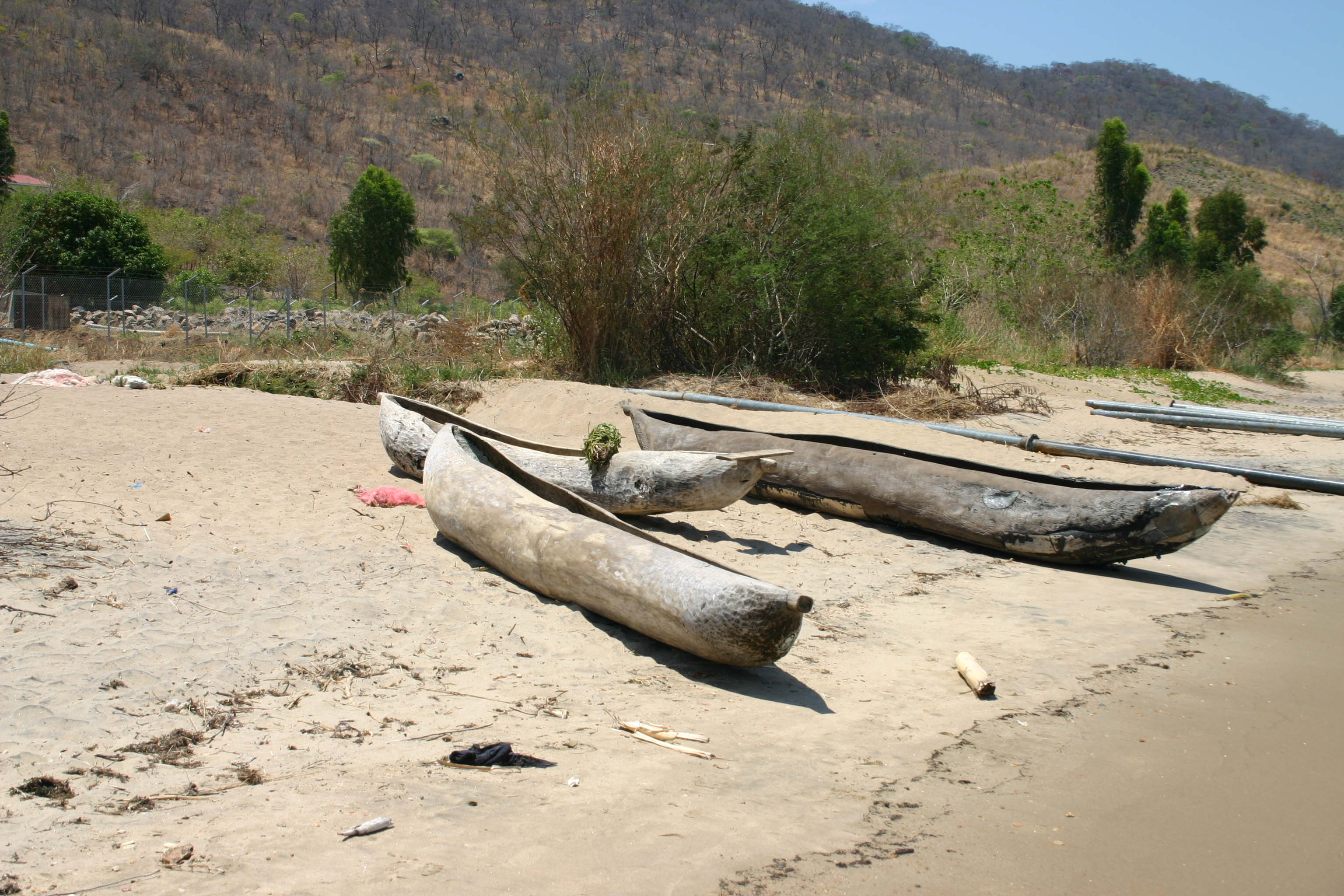
Stockbåtar på en strand i Malawi

Stockbåt är en liten båt avsedd att användas på sjöar och hav. Stockbåtar är skapade genom att en trädstam (stock) urholkats och gröpts ut med hjälp av stenverktyg och eld. Senare användes metallyxor.
Stockbåt betecknar alla båtar som byggts av urholkade trädstammar.
Andra namn på båttypen är ekstock eller ökstock, eller äsping. Det senare ordet används åtminstone i Finland och Estland och avser en stockbåt gjord av asp eller lind.. I norden är annars ek och tall vanliga beroende på träslagens utbredning.  
På engelska kallas den för dugout canoe,  logboat eller monoxylon och på grekiska μονόξυλον, som är bildat av  mono- (ensam) och ξύλον = xylon (träd eller trä).
På tyska kallas de Einbaum (ett träd). 
I Europa har det gjorts tusentals fynd. Bara i Sverige har omkring tusen sådana båtar hittats.
Exempel finns även på stockekor, som tillverkats av flera sammanfästa stockar i bredd

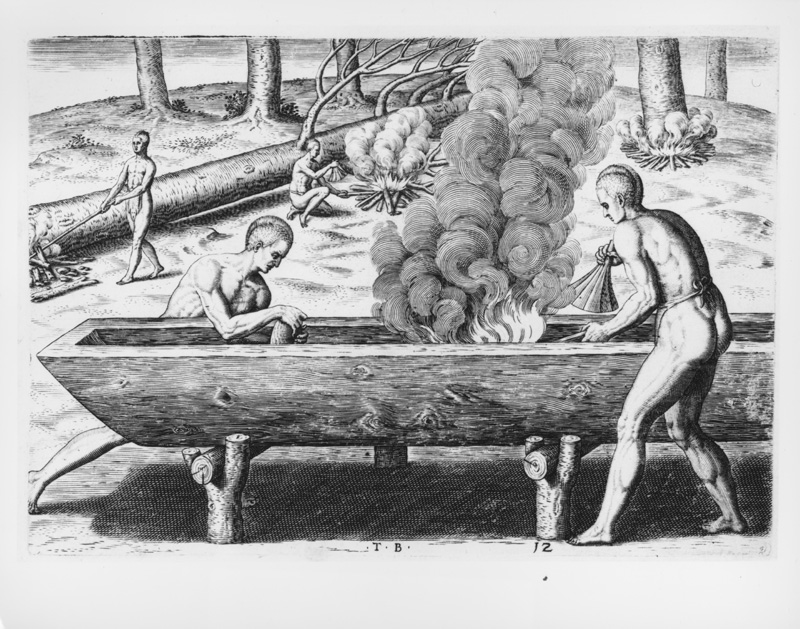
Indianer i Amerika skapar en stockbåt, 1590

## Olika länder

### Danmark
I Danmark har tre båtar hittas på samma plats (Tybrind Vig). De var alla gjorda av lindträ. Samtidigt hittades paddlar av askträ.

### Sverige
I Sverige har stockbåtar tillverkats åtminstone till 1800-tal och kanske i vissa fall in på 1900-tal, vid avlägsna vattendrag.

#### Olika fyndplatser
- Dalarna, Gagnefs, Vansbro och Rättviks kommuner, Dalarna. Stockbåt från 1830-tal, Mockfjärd.[5] och flera från 1600- och 1700-talen[6][7][3]
- Suratrakten, Västmanland. Två stockbåtar.[8]
- Braskabo, Bondstorp. Tre fynd. Två av fynden ingår i Braskabo museum som invigdes 2014.[9]
- Långmyrsjön, Bjuråkers socken, Hudiksvalls kommun. Tre båtar från c:a 1050 - 1520.[10]

### Finland
Från Finland finns det exempel på byggande av mjuka stockbåtar så sent som 1935, En sådan mjuk stockbåt eller äsping, där virket i den urholkade stocken är så tunt i förhållande till båtens storlek att den inte kan bära sig själv, är försedd med spant och invändig förhöjning av stävar som har förbyggts med en bordgång på var sida. Den tekniken anses ha bidragit till skalmetoden i den tidiga utvecklingen av båtbyggnad, skrovet byggs upp innan spant och övrig invändig förstärkning byggs in.

### Storbritannien
Den största stockbåten i England har påträffats vid Briggs gasanläggning Humberside. Den var uthuggen ur en enda stock och cirka 15 meter lång. Den daterades till omkring år 830 och beräknades ha kunnat bära 28 personer.  Den totalförstördes under andra världskriget efter en bombträff på Leeds Museum.
En 10 meter lång stockbåt hittad i Poole Harbour finns idag utställd i Poole Museum.

### Tjeckien
I Tjeckien har en 10 meter lång stockbåt hittas i Mohelnice. Den är tillverkad av en enda ekstock och har en bredd av 1,05 meter. Åldern har bestämts till ungefär tre tusen år. Vid denna tid var nuvarande Tjeckien befolkat av kelter.
Båten förvaras nu på Nationalhistoriska museet (Mohelnické muzeum).

### Schweiz
I Männedorf-Strandbad vid Zürichsjön har rester av en båt hittats. Den är knappt sex meter och byggd i lindträ. Åldern har uppskattats till ungefär 6 500 år.
Senare stockbåtar har även försetts med en övre bordläggning liknande björkebåten för att få bättre deplacement.

### Tyskland
I den gamla hansestaden Stralsund hittades 2002 tre stockbåtar vid utgrävning för byggnadsarbeten. Två av båtarna var ungefär 7 000 år och är därmed de äldsta bevarade båtfynden i östersjöområdet. Den tredje båten som var ungefär 6 000 år var 12 meter och är därmed den längsta påträffade båten i regionen.
Genom dålig förvaring tycks fynden delvis ha förstörts.
I Chiemsee i Bayern har man gjort flera fynd. En båt tillverkad i ek är 6,45 meter lång med en bredd av 70 – 90 cm. Den har daterats till 1301 - 1408. Spår av fisknät och stenar som sänke tyder på att den använts för fiske.